# 釜林事件
釜林事件（：／ Purim Sagŏn）是指1981年发生在韩国釜山的一起对大学生、社会活动家拘留审讯的事件，22名被告中19人被判处1到7年不等的有期徒刑，事件中涉及刑拘逼供。

## 事件经过
1979年朴正熙遇刺，全斗焕乘機發動雙十二兵變奪權，開展獨裁專制，韩国各地爆发民主化運動，其中最激烈的莫過於光州事變，独裁政府於是大肆武力鎮壓。以肃清“赤色份子”为借口大肆抓捕社会活动家。1981年9月，釜山警方未出示逮捕令，非法拘禁“釜山读书联合会”的22名成员，罪名是传阅有害书籍、组织非法集会和违反《国家保安法》等。当时还是一名税务律师的卢武铉与金光一、文在寅一起免费为学生们担任辩护律师，尽管证据显示学生们是在刑讯逼供的情况下认罪和检方及警方伪造证据，法庭仍判处22名被告中19人1到7年不等的有期徒刑。这一事件也成了卢武铉人生的转折点，他由税务律师转而开始从事政治运动。

## 平反
2012年，5名被告人向釜山地方法院提出复审要求。
2014年2月13日，时隔33年后釜山地方法院对釜林事件进行二审宣判，判决5名被告人无罪，法庭认为尽管被告人对检方控诉供认不讳，但调查中发现被告人是在警方的长期拘押中被迫认罪，法庭也认为尽管被告人违反了《国家保安法》，但没有对国家安全和自由民主秩序造成危害。
卢武铉和文在寅后来皆先后以进步派政党身份当选韩国总统。

## 电影改编
- 《辩护人》